# Bank switching
Hvis en del af en CPUs adresserbare hukommelsesblokke ikke kan nås ved umiddelbar adressering, men kan nås via intern registerskrivning – eller ekstern registerskrivning som typisk styrer RAM/ROM'enes chip-select (CS) styresignaler, kaldes det for bank switching eller paging. Denne metode blev udbredt, fordi ældre CPUers adresserum var for småt i forhold til den ønskede mængde anvendt hukommelse.
Ulempen ved bank switching er at læsning og skrivning på tværs af banks er langsommere, da man for hver bank switching skal anvende clock-cykler på at skrive til bank switching-registeret. En anden ulempe er at programmerne skal specielt skrives til bank switching-anvendelse.

## Eksempel påbank switching
Hvis en Z80 processors bundkort har mere end 64kb hukommelse, adresseres en større del af hukommelsen via bank switching, hvilket betyder at f.eks. 16kb eller 32kb Z80-adresserbar hukommelsesblokke udskiftes via skrivning til bank switching-registeret. 

## Computerere som anvender bank switching
- Amstrad CPC
- Amstrad PCW
- Apple II series[2]
- Apple III
- Acorn BBC Micro model B+128
- Acorn BBC Master
- Commodore 128
- MSX
- ZX Spectrum 128 models
- Super TV-Boy
- Sharp MZ-700 og MZ-800

CPUer eller mikrocontrollere med bank switching via intern register:
- PIC mikrocontroller